# Espinasse-Vozelle

Espinasse-Vozelle este o comună în departamentul Allier din centrul Franței. În 1 ianuarie 2022 avea o populație de 973 de locuitori.